# Margaret Cho
Moran Cho, detta Margaret (San Francisco, 5 dicembre 1968), è una comica, stilista, attrice, e produttrice musicale statunitense di origini sudcoreane.

## Biografia
Cho è nota principalmente per i suoi recital comici nei quali affronta tematiche politiche e sociali, specialmente quelle riguardanti il razzismo e la sessualità. Anche regista ed interprete di video musicali, dirige inoltre una linea di moda. È stata spesso coinvolta in cause di attivismo LGBT (Cho è bisessuale) e le sono stati conferiti dei meriti per il suo impegno umanitario nei confronti delle donne, delle minoranze etniche asiatiche e della comunità LGBT.
Per quanto riguarda la sua carriera da attrice, è stata interprete al fianco di John Travolta nel ruolo di sua collega all'interno dell'FBI nel film d'azione Face/Off ed ha partecipato come ospite in più serie TV in quegli anni, come La tata e Sex and the City. Fa inoltre parte del cast del telefilm Drop Dead Diva, trasmesso dal canale statunitense Lifetime. Nel 2019 partecipa come special guest star in un episodio della ventunesima stagione della serie televisiva Law & Order - Unità vittime speciali.

## Filmografia

### Cinema
- Angie - Una donna tutta sola (Angie), regia di Martha Coolidge (1994)
- Doom Generation (The Doom Generation), regia di Gregg Araki (1995)
- Un party per Nick (It's My Party), regia di Randal Kleiser (1996)
- Face/Off - Due facce di un assassino (Face/Off), regia di John Woo (1997)
- The Thin Pink Line, regia di John Dietl e Michael Irpino (1998)
- Rugrats - Il film (The Rugrats Movie), regia di Igor Kovalyov (1998)
- Chiamata senza risposta (One Missed Call), regia di Eric Valette (2008)
- 17 Again - Ritorno al liceo (17 Again), regia di Burr Steers (2009)
- Senior Project, regia di Nadine Truong (2014)
- L'uragano Bianca (Hurricane Bianca), regia di Matt Kugelman (2016)
- Bright, regia di David Ayer (2017)
- Fire Island, regia di Andrew Ahn (2022)

### Televisione
- Cuori al Golden Palace (The Golden Palace) – serie TV, episodio 1x04 (1992)
- Red Shoe Diaries – serie TV, episodio 2x09 (1993)
- Duckman – serie TV, episodio 2x07 (1995)
- La tata (The Nanny) – serie TV, episodio 6x07 (1998)
- Sex and the City – serie TV, episodio 4x02 (2001)
- One on One – serie TV, episodio 1x16 (2002)
- The Lost Room – serie TV, episodi 1x02-1x03 (2006)
- Til Death - Per tutta la vita ('Til Death) – serie TV, episodi 1x13, 1x15, 1x18 (2007)
- Rick & Steve: The Happiest Gay Couple in All the World – serie TV, 9 episodi (2007-2009)
- Drop Dead Diva – serie TV, 72 episodi (2009-2014)
- Ghost Whisperer - Presenze (Ghost Whisperer) – serie TV, episodi 5x14, 5x15, 5x17 (2010)
- 30 Rock – serie TV, episodi 5x22, 6x21, 6x22 (2011-2012)
- Pound Puppies – serie animata, episodio 3x22 (2013)
- Dr. Ken – serie TV, episodio 1x07 (2015)
- I Griffin (Family Guy) – serie animata, episodio 14x10 (2016)
- Law & Order - Unità vittime speciali (Law & Order - Special Victims Unit) - serie TV, episodio 21x07 (2019)
- L'assistente di volo - The Flight Attendant (The Flight Attendant) – serie TV, episodi 2x02-2x04 (2022)
- Sex Appeal, regia di Talia Osteen – film TV (2022)
- The L Word: Generation Q – serie TV, episodio 3×03 (2022)
- Non sono ancora morta (Not Dead Yet) – serie TV, episodio 1x09 (2023)
- Will Trent – serie TV, episodio 3x16 (2025)

## Doppiatrici italiane
Nelle versioni in italiano delle opere in cui ha recitato, Margaret Cho è stata doppiata da:
- Emanuela Damasio in 17 Again - Ritorno al liceo, Terra chiama Ned, L'assistente di volo - The Flight Attendant
- Laura Lenghi in Drop Dead Diva, Non sono ancora morta
- Tatiana Dessi in Fire Island, Prom Pact, Doctor Odyssey
- Claudia Balboni in Face/Off - Due facce di un assassino
- Vanna Busoni in Sex and the City
- Patrizia Bracaglia in Chiamata senza risposta
- Roberta Gasparetti in Ghost Whisperer - Presenze
- Laura Cosenza in Bright
- Monica Migliori in Miracle Workers
- Antonella Baldini in Sembrava perfetto... e invece
- Beatrice Margiotti in in Will Trent

Da doppiatrice è stata sostituita da:
- Valentina Mari ne I Griffin
- Cristina Poccardi in Over the Moon - Il fantastico mondo di Lunaria